# Luciano Gregoretti
Luciano Gregoretti (* in San Severino Marche) ist ein italienischer Drehbuchautor und Filmregisseur.
Gregoretti schrieb zwischen 1965 und 1969 sechs Genrefilme, bei denen er auch als Regieassistent fungierte. 1980 war er als Regisseur und Drehbuchautor zusammen mit Sergio Minuti für den Animationsfilm Il trenino del pianeta favola verantwortlich.
Von 1973 bis 1995 wirkte Gregoretti als Dozent für Regie an der „Accademia di Belle Arte di Macerata“. Er zeichnete für die Kulturabteilung der RAI bei zahlreichen Dokumentarfilmen verantwortlich; auch acht Kurzspielfilme stehen in seiner Werkliste. 1975 wurde sein Il verde muove beim „XII Mostra Internaz. del film didattico“ ausgezeichnet. Bis ins neue Jahrtausend hinein arbeitete er für didaktische und kulturelle Programme an Dokumentarfilmen.

## Filmografie (Auswahl)
- 1966: Für 1000 Dollar pro Tag (Per mille dollari al giorno)
- 1968: Django, wo steht Dein Sarg? (T’ammazzo!… Raccomandati a Dio) (Drehbuch)
- 1980: Il trenino del pianeta favola